# فرنسيس بيكرينغ
فرنسيس بيكرينغ (بالإنجليزية: Francis Pickering)‏ (4 أغسطس 1851 في المملكة المتحدة - 11 مارس 1879 في المملكة المتحدة) هو لاعب كريكت بريطاني (وحمل سابقاً جنسية المملكة المتحدة لبريطانيا العظمى وأيرلندا). لعب مع نادي مقاطعة ساسكس للكركيت ‏ ونادي الكريكت في جامعة أكسفورد ‏.

## وصلات خارجية
- فرنسيس بيكرينغ على موقع إي آس بي آن كريك إنفو (الإنجليزية)